# هومفرانت
هومفرانت(به انگلیسی: Homefront و به فارسی، جبهه داخلی) یک بازی ویدئویی تیراندازی اول شخص است که توسط شرکت کاوس استادیوز ساخته شده و توسط شرکت تی‌اچ‌کیو برای پلی‌استیشن ۳، ایکس‌باکس ۳۶۰، و ویندوز منتشر شده‌است. این بازی در مارس ۲۰۱۱ در آمریکای شمالی، اروپا و استرالیا و آوریل ۲۰۱۱ در ژاپن انتشار یافت.
در این بازی ایالات متحده به دست ارتش کره شمالی اشغال شده و بازیکن نقش یکی از اعضای گروه مقاومت را بازی می‌کند.

## گیم پلی
این مبارزات تک نفره عناصر بسیاری را در بسیاری از بازی های ویدیویی شوتر اول شخص دیگر مانند Call of Duty٣ و Medal of Honor یافت. بسته به تجربیات بازیکن ممکن است بازی  ٤ تا ١٠ ساعت طول بکشد تا بازی تمام شود.

### چند نفره
چندنفره بازی هوم فرانت روی نبردهای مقیاس بزرگ و مبتنی بر وسیله نقلیه متمرکز شده است که یادآور اولین عنوان استودیوی Kaos ، Frontlines: Fuel of War است. نوآوری مشخص در مورد چند نفره هوم فرانت ، سیستم نقاط جنگ آن است که یک ارز درون بازی است و به بازیکن اجازه می دهد اسلحه ، تجهیزات و وسایل نقلیه را خریداری کند. بازیکنان می توانند با تکمیل اهداف و افزایش میزان کشتارها ، امتیاز کسب کنند و می توانند امتیازات خود را بین بسیاری از خریدهای کوچک مانند سلاح ، موشک و هواپیماهای بدون سرنشین ، یا موارد بزرگتر با هزینه بالاتر مانند هلی کوپتر و تانک خرج کنند.
گیم پلی چند نفره در دوره قبل از پراکنده شدن کامل نیروهای مسلح ایالات متحده اتفاق می افتد. هر نسخه از هوم فرانت حاوی یک گذرگاه آنلاین است که به کاربران امکان دسترسی به تجربه کامل چند نفره را می دهد. اگرچه گذرگاه آنلاین برای بازی چند نفره لازم نیست ، کسانی که بدون گذرگاه آنلاین بازی می کنند قادر به پیشرفت بیشتر از سطح 5 از کل 75 سطح نخواهند بود.

## توسعه

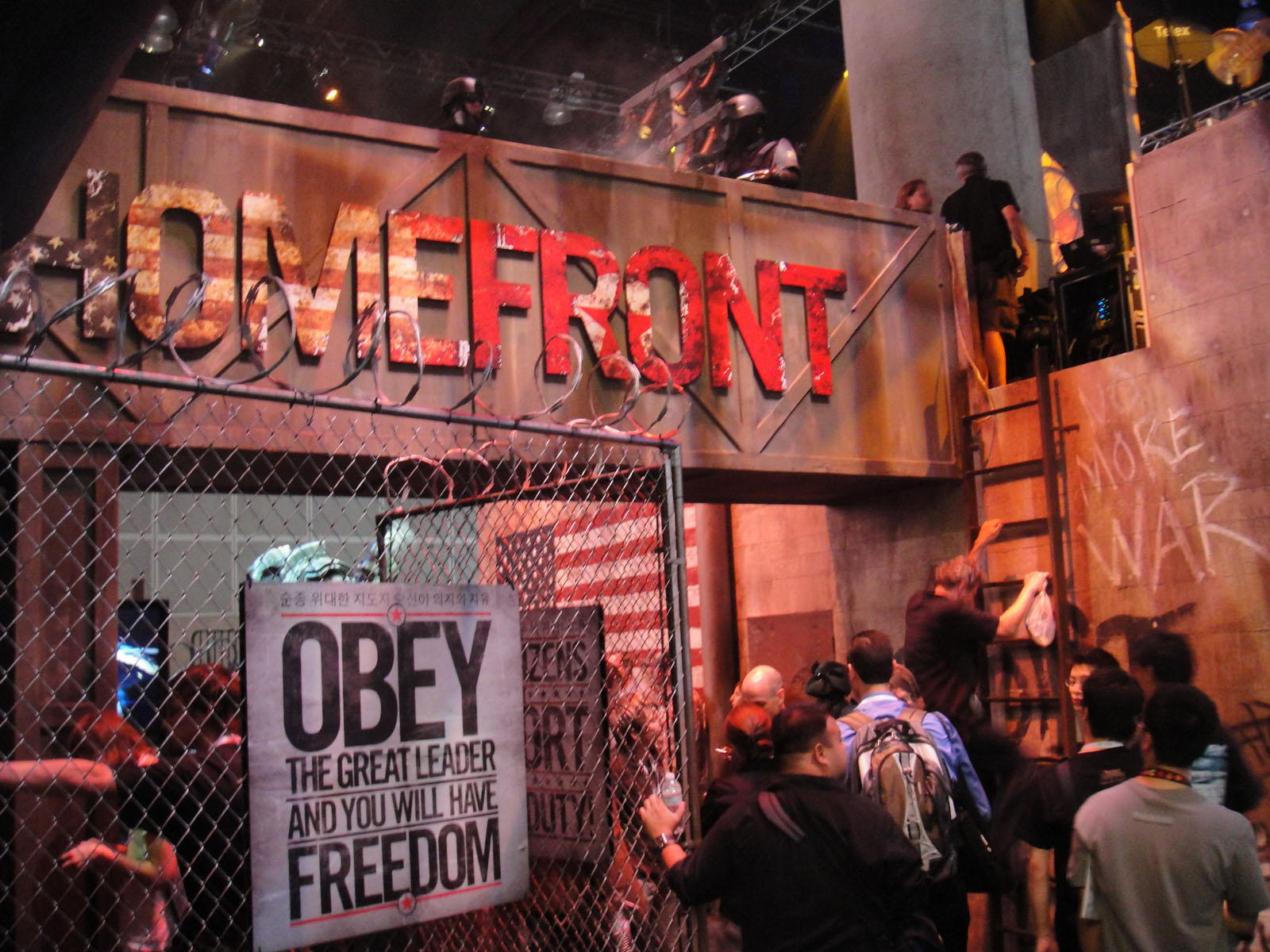
کلوپ بازی هومفرانت

گیم پلی هوم فرانت از ابتدا در Frontlines: Fuel of War با تمرکز بر یک تجربه سینمایی و شخصیت محور تر ، کاملاً اصلاح شده است. دیوید ووتیپکا ، مدیر طراحی هوم فرانت ، گفت که گیم پلی بازی حول تاکتیک های سبک چریکی بنا خواهد شد و از Half-Life 2 الهام گرفته خواهد شد.همان مصاحبه اظهار داشت که محیط اطراف برای ایجاد ارتباط با کاربر با استفاده از شرکت ها و مارک های واقعی طراحی شده است. فرانک دلیز، تهیه کننده اجرایی هوم فرانت  نسخه کامپیوتر  ، قبل از انتشار اظهار داشت که نسخه کامپیوتر بازی دارای محتوای اختصاصی و سرورهای اختصاصی است. ویژگی های انحصاری اضافی شامل پشتیبانی قبیله ای ، گرافیک DirectX 11 و کابین خلبان وسیله نقلیه اول شخص است.
در ابتدا قرار بود آنتاگونیست ها در هوم فرانت چینی کمونیست باشند ، اما بعداً کره جنوبی به دو دلیل جایگزین آنها شد: خطر واکنش احتمالی وزارت فرهنگ چین و واقعیت وابستگی اقتصادی بین آمریکا و چین که باعث ساخت چینی ها شد. طبق گفته ته کیم ، نماینده سابق میدانی سیا و مشاور در مورد داستان بازی ، "نه آنقدر ترسناک است."کیم گفت ، "ما به یک فرایند تحقیقاتی بسیار دقیق و آکادمیک رفتیم تا اطمینان حاصل کنیم که نه تنها به وضعیت فعلی کره شمالی نگاه می کنیم ، بلکه به نمونه های تاریخی نگاه می کنیم که چگونه همه چیز می تواند رویدادها را موازی کرده و چرخش دهد. تاریخ تکرار می شود. از امروز تا روز تهاجم در بازی شروع می شود ، اگر همه چیز را با هم ترکیب کنید ، احتمال آن بسیار کم است ، این واقعیت پیدا می کند. اما وقتی مرحله به مرحله به داستان نگاه می کنید ، هر مرحله یک سکه است اما یک مرحله قابل قبول است. پس اگر به آنجا رسیدید ، قابل قبول است. و از آنجا مرحله بعدی نیز قابل قبول است. حتی اگر همه چیز داستانی باشد،  با مراحل قابل قبول کودک همراه است. "

### انتشار
هوم فرانت در ١٥ مارس ٢٠١١ در آمریکای شمالی ، ١٧ مارس ٢٠١١ در استرالیا ، ١٨ مارس ٢٠١١ در اروپا ، و ١٤ آوریل ٢٠١١ در ژاپن منتشر شد.  این بازی در  Steam  و همچنین سرویس بازی OnLive منتشر شده است.